# Planck (družice)
Planck byl kosmický dalekohled Evropské kosmické agentury navržený a postavený k průzkumu anizotropního reliktního záření (CMB) ze všech částí vesmíru za použití vysoké citlivosti a úhlového rozlišení. Byl vyroben v Cannes Mandelieu Space Center společností Thales Alenia Space jako třetí „středně velká mise“ (M3) vědeckého programu Horizon 2000. Projekt, původně pojmenovaný COBRAS/SAMBA byl po svém schválení přejmenován na počest německého vědce Maxe Plancka (1858–1947), nositele Nobelovy ceny za fyziku z roku 1918.
Mise doplnila a vylepšila výsledky výzkumu sondy WMAP americké NASA. Planck poskytl významný zdroj informací týkajících se několika kosmologických a astrofyzikálních otázek, jako je ověření teorií raného vesmíru a původu kosmických struktur. Díky jeho měření se výrazně zpřesnil odhad stáří vesmíru, to se nyní odhaduje na přibližně 13,8 miliardy let.

## Cíle
Mise měl širokou škálu vědeckých cílů, mj.:
- Detekce celkové intenzity a polarizace prvotního anizotropního reliktního záření ve vysokém rozlišení
- Vytvoření katalogu kup galaxií pomocí Sunajev-Zeldovičova jevu[3]
- Pozorování gravitační čočky CMB včetně souvisejícího Sachs-Wolfova efektu
- Pozorování jasných extragalaktických záření (aktivních galaktických jader) a infračervených energetických zdrojů (prašné galaxie)
- Pozorování Mléčné dráhy včetně místního mezihvězdného prostředí, projevujícího se synchrotroními emisemi a měření galaktického magnetického pole
- Studium naší sluneční soustavy, včetně planet, asteroidů, komet a protisvitu

Planck přinesl větší vědecký pokrok ve srovnání s americkou WMAP v několika oblastech
- 3× vyšší rozlišení
- 10× větší citlivost
- Sledování v devíti přenosových pásmech (oproti pěti v případě WMAP)

## Vybavení
Sonda nesla 1,5metrový Gregoriho dalekohled vyrobený v Dánsku a na něj navazující detektory. Dalekohled měl dvě parabolická zrcadla eliptického tvaru o rozměrech 1555.98×1886.79 mm resp. 1050.96×1104.39 mm mimoosého uspořádání. Zbytek sondy byl tvořen dvěma hlavními přístroji; Nízkofrekvenční detektor (Low Frequency – LFI) a Vysokofrekvenční detektor (High Frequency – HFI). Oba přístroje mohly detekovat celkovou intenzitu a polarizaci fotonů a společně pokrývají frekvenční rozsah 30 až 857 GHz. Vrchol spektra kosmického mikrovlnného pozadí leží na frekvenci 160,2 GHz.

### Nízkofrekvenční detektor
| Frekvence (GHz) | Šířka pásma ({\displaystyle \Delta \nu /\nu }) | Rozlišení (arcmin) | Citlivost (celková intenzita) {\displaystyle \Delta T/T}, 14měsíční pozorování (10−6) | Citlivost (polarizace) {\displaystyle \Delta T/T}, 14měsíční pozorování (10−6) |
| --------------- | ---------------------------------------------- | ------------------ | ------------------------------------------------------------------------------------- | ------------------------------------------------------------------------------ |
| 30              | 0,2                                            | 33                 | 2,0                                                                                   | 2,8                                                                            |
| 44              | 0,2                                            | 24                 | 2,7                                                                                   | 3,9                                                                            |
| 70              | 0,2                                            | 14                 | 4,7                                                                                   | 6,7                                                                            |

Detektor LFI má tři frekvenční kanály, které pokrývají frekvence 30–70 GHz. Detektor používají High Electron Mobility Transistors.

### Vysokofrekvenční detektor
| Frekvence (GHz) | Šířka pásma ({\displaystyle \Delta \nu /\nu }) | Rozlišení (arcmin) | Citlivost (celková intenzita) {\displaystyle \Delta T/T}, 14měsíční pozorování (10−6) | Citlivost (polarizace) {\displaystyle \Delta T/T}, 14měsíční pozorování (10−6) |
| --------------- | ---------------------------------------------- | ------------------ | ------------------------------------------------------------------------------------- | ------------------------------------------------------------------------------ |
| 100             | 0,33                                           | 10                 | 2,5                                                                                   | 4,0                                                                            |
| 143             | 0,33                                           | 7,1                | 2,2                                                                                   | 4,2                                                                            |
| 217             | 0,33                                           | 5,5                | 4,8                                                                                   | 9,8                                                                            |
| 353             | 0,33                                           | 5,0                | 14,7                                                                                  | 29,8                                                                           |
| 545             | 0,33                                           | 5,0                | 147                                                                                   | N/A                                                                            |
| 857             | 0,33                                           | 5,0                | 6700                                                                                  | N/A                                                                            |

Detektor HFI má šest frekvenčních kanálů, používajících frekvence 100 a 857 GHz. Používají bolometry k detekci fotonů. Čtyři nízké frekvenční kanály jsou citlivé k lineární polarizaci; dva vysoké nikoliv.

### NASA
NASA hrála roli při vývoji mise a přispěje k analýze vědeckých údajů. Americká Jet Propulsion Laboratory postavila komponenty vědeckých přístrojů, včetně bolometru pro vysokofrekvenční detektor, kryostat, který udržuje teplotu 20 Kelvinů pro nízkofrekvenční a vysokofrekvenční detektor a zesilovací technologie pro nízkofrekvenční detektor.

## Služební modul
Obecný služební modul (SVM) byl navržen a postaven společností Thales Alenia Space v turínské továrně. Pro mise Herschel a Planck se vyráběly dohromady v jediném výrobním programu.
Strukturálně jsou si Herschelovy a Planckovy služební moduly velmi podobné. Oba mají tvar osmibokého hranolu. Každý z panelů je navržen a věnován pro tepelné jednotky, přičemž zohledňuje rozptyl požadavků různých tepelných celků, instrumentů a kosmické lodi.
Kromě toho mají služební moduly obou observatoří stejný design pro avioniku, umístění kontrolního a měřicího systému (attitude control and measurement system – ACMS), velící a řídící datový systém (command and data management system – CDMS). V případech servisního modulu obou observatoří bylo dosaženo shody i v případě pohonného subsystému, telemetrie a řízení subsystému (telemetry and command subsystem – TT&C).

### Energetický subsystém
Energetický subsystém se skládá z solárních panelů, sestávající ze tří solárních článků, baterií a řídící jednotky (PCU). Ta je navržena pro řízení 30 částí jednotlivých solárních panelů a poskytuje elektřinu o napětí 28 V. Také distribuuje energii přes chráněné výstupy a řídí nabíjení a vybíjení baterie. Fotovoltaické baterie dodávají minimálně 1,812 kW elektrické energie.
Kruh solárních panelů je upevněn na spodní části observatoře čelem vždy ke Slunci, přičemž družice rotuje kolem své vertikální osy.

### Kontrola polohy
Tato funkce se provádí pomocí počítače pro kontrolu polohy (attitude control computer – ACC), který je platformou pro ACMS. Je navržen tak, aby splňoval požadavky na užitečné zatížení observatoře.
Planck se otáčí kolem své osy jednou za minutu, přičemž absolutní chyba musí být nižší než 37 úhlových minut. Oproti observatoři Herschel má Planck zvláštní plošinu, neboť zde je vědecký požadavek, aby případné polohovací chyby byly menší než 2,5 úhlových minut za 20 dní.
Hlavním snímačem linie "pohledu" na obou observatořích (Herschel i Planck) je star tracker.

## Průběh letu

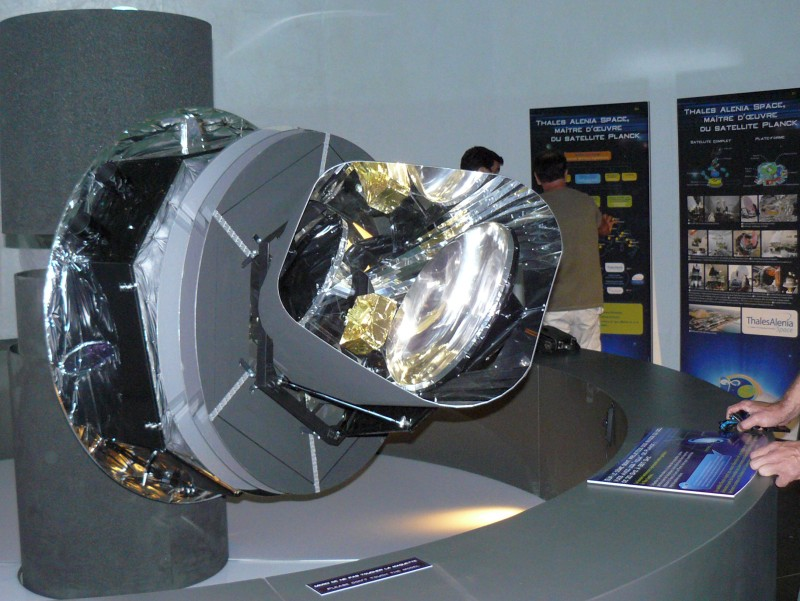
Maketa satelitu Planck

Dalekohled úspěšně odstartoval spolu s Herschelovo vesmírnou observatoří 14. května 2009 v 13:12:02 UTC z kosmodromu v Kourou ve Francouzské Guyaně pomocí nosné rakety Ariane 5 ECA. Po startu se Planck nacházel na velmi protáhlé eliptické dráze s perigeem 270 km a apogeem více než 1 120 000 km, s vrcholem blízko Lagrangeova bodu, který leží ve vzdálenosti 1,5 milionu kilometrů od Země.
Manévr, kterým se Planck dostal na svou konečnou oběžnou dráhu, byl úspěšně dokončen 3. července 2009, když vstoupil na tzv. Lissajousovu orbitu, která se nachází ve poloměru 400 000 km okolo Lagrangeova bodu. Teplota přístrojů Vysoké frekvence dosáhla desetiny stupně nad absolutní nulou (0,1 K) 17. července 2009. Přístroje Vysoké frekvence i Nízké frekvence dosáhly svých operačních parametrů a Planck se stal plně operační.

## Vědecké výsledky
V září 2009 Evropská vesmírná agentura zveřejnila předběžné výsledky v rámci tzv. Planck First Light Survey (sestavené k demonstraci stability přístrojů a schopnosti jejich kalibrace po dlouhou dobu). Výsledky naznačily, že kvalita dat je excelentní.
Kompletní vědecké výsledky (obsahující zpracovaná všechna data) byla veřejnosti představena roku 2013. Po šesti měsících byla sestavena první mapa kompletní oblohy, dat by mělo být dostatek pro nejméně dvě kompletní mapy.
Poslední příkaz k deaktivaci byl sondě Planck zaslán v říjnu 2013.